# Navío de permiso
El navío de permiso consistía en el permiso concedido por la Corona española a Inglaterra tras la firma del tratado de Utrecht (1717) el cual autorizaba a Inglaterra a enviar un barco al año con una capacidad de carga de 500 toneladas a Hispanoamérica para comerciar con estos.
Esta concesión fue aprovechada por los británicos para ejercer un contrabando, al repostar el barco con nuevos géneros en alta mar provenientes de la Jamaica británica (actual Jamaica) y volver a puerto para intercambiar estas mercancías. Además esta concesión supuso una excepción en el monopolio comercial español Hispanoamérica. Además, se introdujo la idea de la libertad de comercio con la que Inglaterra, Francia u Holanda pretendían comerciar legalmente en el mercado Hispanoamericano a la vez que ejercían el comercio monopolístico en sus propias colonias americanas.
Más tarde, en el tratado de Madrid de 1750, Gran Bretaña renunció al navío de permiso junto al asiento de negros a cambio de 100 000 libras, terminándose el comercio británico en la América española, y España recuperó totalmente el monopolio y el derecho de comercio con sus territorios americanos.